# Каллаш Володимир Володимирович
Володи́мир Володи́мирович Ка́ллаш (1 березня (13 березня) 1866, хутір Якубівка, нині село Чернігівського району Чернігівської області — 29 січня 1918, Москва) — російський та український літературознавець, фольклорист, бібліограф, текстолог.

## Біографічні дані
1890 закінчив Московський університет. Викладав у гімназіях і Московському університеті.

## Праці
- «М. В. Гоголь у спогадах» (1903).
- «Нотатки про Пушкіна» (1907).
- «Нариси з історії новітньої російської літератури» (1911).
- Статті:
  - «І. П. Котляревський (Спроба характеристики)» (1903).
  - «На світанку нашого реалізму» (1904).
  - «В. Наріжний» (1908).
- Фольклористичні розвідки:
  - «Палій і Мазепа в народній поезії» (1889).
  - «До малоруської бібліографії (Огляд етнографічних матеріалів у „Киевской старине“ за 1882—1886 роки)» (1892).
  - «Бібліографічний етюд з літератури про казкові схеми і мотиви» (1892).

## Текстологія
Редагував повні зібрання творів Івана Крилова, Михайла Лермонтова, Миколи Гоголя, Олександра Радищева.